# Ekibastuz Aūdany
Ekibastuz Aūdany är ett distrikt i Kazakstan.   Det ligger i oblystet Pavlodar, i den nordöstra delen av landet, 250 km öster om huvudstaden Astana.